# Кортленд (округ)
Округ Кортленд (англ. Cortland County) — округ штата Нью-Йорк, США. Население округа на 2000 год составляло 48599 человек. Административный центр округа — город Кортленд.
По округу назван сорт яблок «Кортленд».

## История
Округ Кортленд основан в 1808 году; назван в честь Пьера Ван Кортленда (1721—1814), первого заместителя губернатора штата Нью-Йорк. Источник образования округа Кортленд: округ Онондага.

## География
Округ занимает площадь 1300,2 км2.

## Демография
Согласно переписи населения 2000 года, в округе Кортленд проживало 48599 человек. По оценке Бюро переписи населения США, к 2009 году население уменьшилось на 1,2 %, до 47996 человек. Плотность населения составляла 36.9 человек на квадратный километр.